# Územní prelatura
Územní prelatura je forma územní jurisdikce katolické církve. Jedná se o územně vymezenou část církve, která nepatří k žádné diecézi a má jurisdikční samostatnost místní církve, tedy podobnou jako diecéze. V jejím čele stojí územní prelát, někdy nazývaný prelát nullius (z lat. nullius dioecesis nebo nullius dioeceseos, tj. nepatřící k žádné diecézi).

## Právní vymezení
Kodex kanonického práva z roku 1983 definuje územní prelaturu jako určitou územně ohraničenou část božího lidu, kterou vzhledem ke zvláštním okolnostem řídí prelát jako vlastní pastýř obdobně jako vlastní biskup (kán. 370). Územní prelát tedy má postavení podobné diecéznímu biskupovi.

## Seznam územních prelatur
V současné době (červen 2011) existuje 46 územních prelatur:
Asie
- Filipíny: Batanes-Babuyanes, Infanta, Isabela, Marawi

Evropa
- Itálie: Loreto, Pompei
- Francie: Mission de France-Pontigny
- Norsko: Tromsø, Trondheim

Latinská Amerika
- Argentina: Cafayate, Esquel, Deán Funes, Humahuaca
- Bolívie: Aiquile, Corocoro
- Brazílie: Borba, Cameta, Coari, Cristalândia, Itacoatiara, Itaituba, Lábrea, Marajó, Óbidos, Paranatinga, São Félix, Tefé, Xingu
- Chile: Illapel
- Guatemala: Santo Cristo de Esquípulas
- Mexiko: Cancún-Chetumal, El Salto, Huautla, Jesús María, Mixes
- Panama: Bocas del Toro
- Peru: Ayaviri, Caravelí, Chota, Chuquibamba, Chuquibambilla, Huamachuco, Juli, Moyobamba, Sicuani, Yauyos

### Zrušené územní prelatury
Bananal (Brazílie), São José de Alto Tocantins (Brazílie)